# Kabupaten de Dompu
Le kabupaten de Dompu, en indonésien Kabupaten Dompu, est un kabupaten de la province des petites îles de la Sonde occidentales en Indonésie.

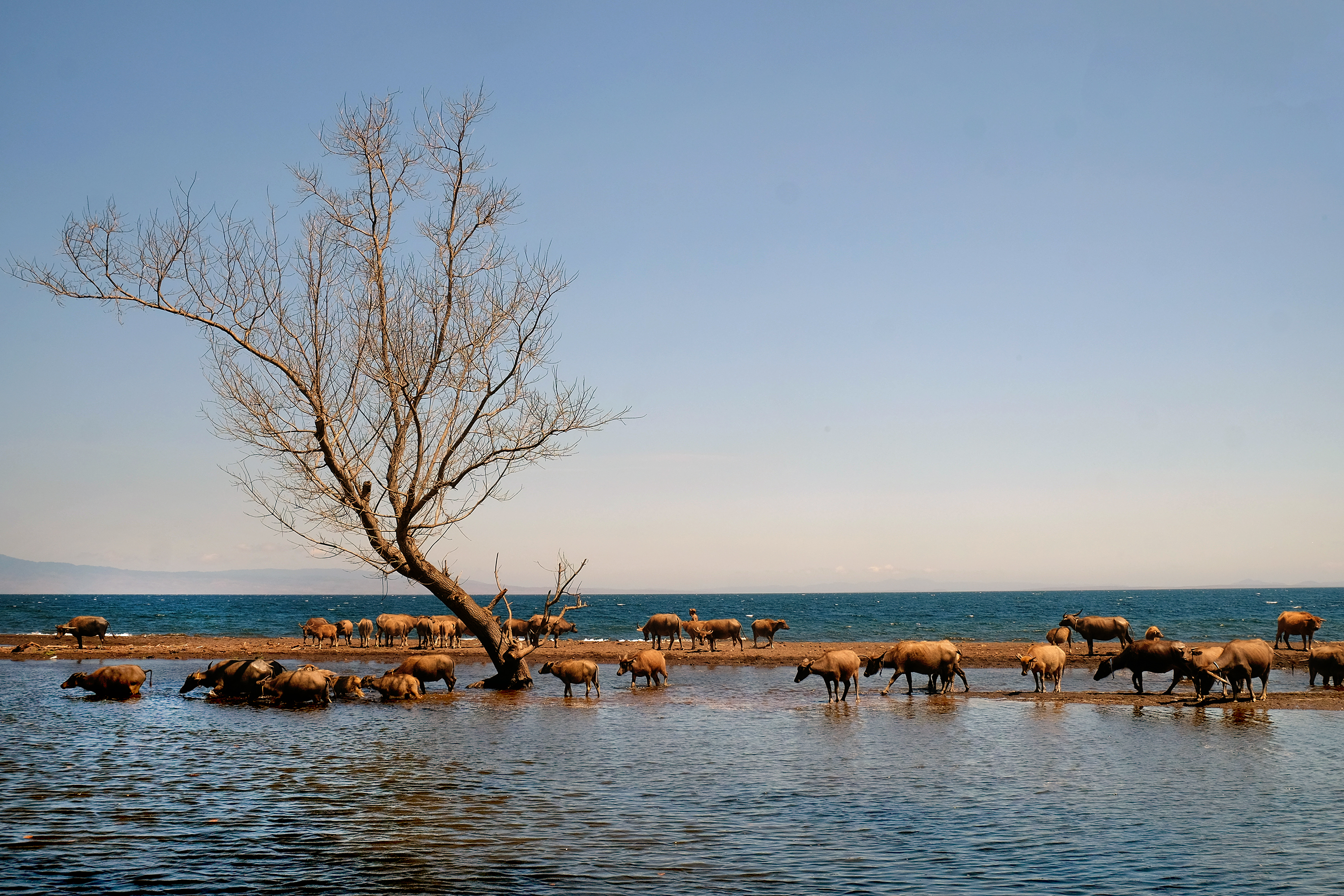
Plage de Hodo Dompu

## Géographie
Il est composé de la partie centrale de Sumbawa.

## Divisions administratives
Il est divisé en 8 kecamatans :
- Hu’u
- Pajo
- Dompu
- Woja
- Kilo
- Kempo
- Manggelewa
- Pekat